# La Poterie-Cap-d’Antifer
La Poterie-Cap-d’Antifer – miejscowość i gmina we Francji, w regionie Normandia, w departamencie Sekwana Nadmorska.
Według danych na rok 1990 gminę zamieszkiwały 304 osoby, a gęstość zaludnienia wynosiła 52 osoby/km² (wśród 1421 gmin Górnej Normandii La Poterie-Cap-d’Antifer plasuje się na 609. miejscu pod względem liczby ludności, natomiast pod względem powierzchni na miejscu 621.).